# Hoefbladvedermot
De hoefbladvedermot (Platyptilia gonodactyla) is een nachtvlinder uit de familie vedermotten (Pterophoridae). De spanwijdte van de vlinder bedraagt tussen de 22 en 28 millimeter. De soort overwintert als rups. De soort komt verspreid over het Palearctisch gebied voor.

## Waardplanten
De hoefbladvedermot heeft klein hoefblad als waardplant, en in uitzonderlijke situaties ook groot hoefblad. De rups maakt een bladmijn.

## Voorkomen in Nederland en België
De hoefbladvedermot is in Nederland en in België een algemene soort. De soort kent twee jaarlijkse generaties die vliegen van mei tot oktober.